# Бомгард, Ронни
Роналд (Ронни) Бомгард (нидерл. Ronald "Ronnie" Boomgaard; 10 октября 1944, Амстердам — 6 октября 2023) — нидерландский футболист, игравший на позиции вратаря, выступал за команды «Аякс», «Харлем» и «Блау-Вит».
Провёл несколько матчей за сборную Нидерландов до 19 лет. Участник чемпионата Европы среди юниоров 1963 года.

## Клубная карьера

### «Аякс»
Ронни Бомгард начинал футбольную карьеру в амстердамском «Аяксе». В возрасте десяти лет он в первый раз попытался попасть в команду, но получил отказ, и лишь со второй попытки был принят в клуб. В 1962 году семнадцатилетний вратарь заключил с клубом свой первый контракт.

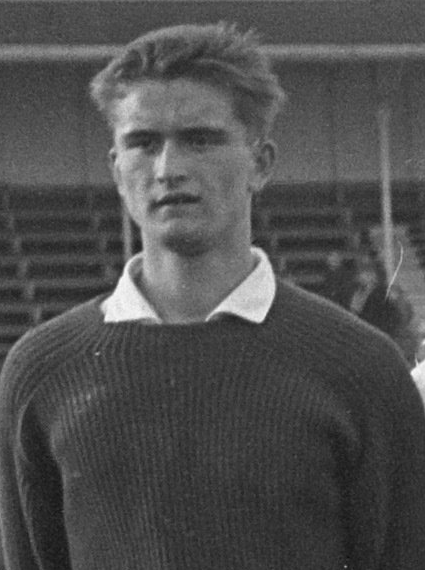
Ронни в возрасте 18 лет

«Я попал к Хансу Спейкеру, известному тренеру „Аякса“. После двух-трёх минут, председатель молодёжного комитета Мартенс сказал, что Бомгарду лучше отправится в кино. Я расплакался прямо на поле и думал, что мне снова отказали. Позже я узнал, что был принят в „Аякс“». — Рон Бомгард
Оригинальный текст (нид.)Ik werd toen ingeschoten door Hans Spijker, een toentertijd bekende coach van Ajax. Na twee, drie minuten zei een zeker heer Martens, de voorzitter van de jeugdcommissie: “Ga jij maar naar de bioscoop, Boomgaard”. Dat kan ik me nog zo goed herinneren, want ik ging huilend het veld af en dacht: weer afgewezen. Later bleek dat ik toch was aangenomen bij Ajax.

В  чемпионате Нидерландов Бомгард дебютировал 19 апреля 1964 года в матче против клуба МВВ, заменив в стартовом составе основного голкипера Бертюса Хогермана. Встреча, проходившая на стадионе «Де Мер», завершилась победой амстердамцев со счётом 3:1. В составе молодёжной команды «Аякса» Ронни в том сезоне стал чемпионом Нидерландов.
В начале сезона 1964/65 у него появился шанс стать основным вратарём в клубе, так как Хогерман в первом туре чемпионата получил тяжёлую травму. Главный тренер Вик Букингем сделал ставку на Бомгарда, хотя в команде был ещё резервный голкипер Пит Патернотте. В четвёртом туре Ронни отразил два пенальти в гостевом матче с МВВ, благодаря чему его команда сыграла вничью — 2:2. В десяти матчах чемпионата он пропустил 18 голов, и лишь трижды сохранил свои ворота в неприкосновенности. По итогам сезона «Аякс» в чемпионате занял лишь тринадцатое место, а также вылетел из кубка страны на стадии первого раунда.
В январе 1965 года Ринус Михелс сменил Букингема на посту тренера, однако у Бомгарда с новым тренером произошёл конфликт, после которого он оказался на скамейке запасных. За три года он сыграл за «Аякс» тринадцать матчей. В последний раз в официальном матче Ронни выходил на поле 17 марта 1966 года в кубовой игре с «Вендамом», а через год он был выставлен на трансфер.

### «Харлем» и «Блау-Вит»

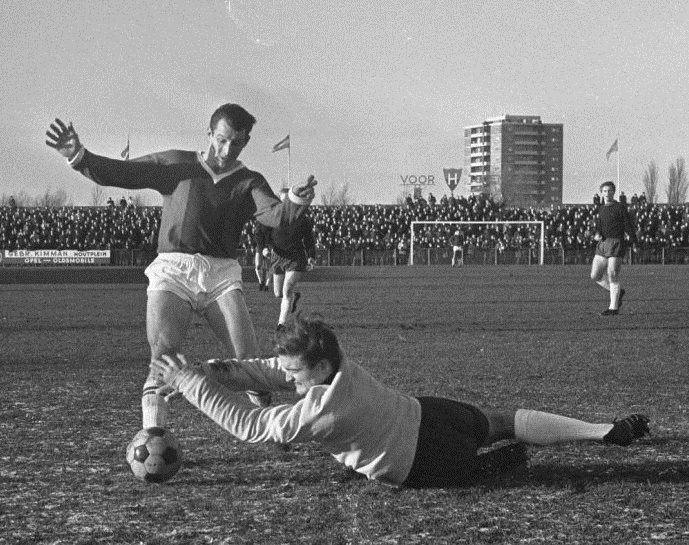
Бомгард в матче «Харлем» — АДО, 10 декабря 1967

В июле 1967 года Бомгард подписал контракт с «Харлемом», и помимо него, клуб усилился ещё тремя игроками «красно-белых»: Кесом де Волфом, Ханом Мейером и Хансом Дриссеном. В турнире первого дивизиона Ронни дебютировал 20 августа в матче против «Виллема II», завершившемся поражением его команды со счётом 4:1.
В ноябре 1968 года Бомгард получил травму мениска, выбыв на долгое время, поэтому клуб был вынужден в декабре приобрести у «Де Волевейккерса» голкипера Япа Хауткопера.
Летом следующего года он покинул «Харлем» и перешёл в амстердамский «Блау-Вит». Через два года Бомгард завершил футбольную карьеру из-за травм, после чего стал работать в хлебной лавке родителей на улице Масстрат.

«Я был консультантом по продажам в текстильном магазине „Вейерс“ и это было очень приятно. Больших денег в футболе в то время заработать было невозможно, поэтому решение было принято быстро. После двенадцати лет в текстиле я открыл свою пекарню. Этим я занимаюсь уже в течение 22 лет». — Рон Бомгард, март 2014
Оригинальный текст (нид.)Ik was verkoopadviseur bij woningtextielzaak Wijers en dat ging best aardig. Het grote geld was destijds niet te verdienen in het voetbal, dus was de beslissing snel gemaakt. Na twaalf jaar in de textiel kon ik mijn bakkerijtje beginnen. Dat doe ik nu al 22 jaar.

## Сборная Нидерландов
С восемнадцати лет Ронни Бомгард выступал за юношескую сборную, где также играли его одноклубники де Хан и ван Дейк. В марте 1963 года он был вызван в сборную для участия в квалификационном раунде чемпионата Европы среди юниоров, финал которого должен был пройти на территории Англии. Подопечные Элека Шварца успешно преодолели квалификацию, разгромив сверстников из Уэльса со счётом 11:2. На турнире Ронни сыграл во всех трёх матчах группового турнира, однако его команда не вышла из группы, заняв в ней только третье место.

### Матчи за сборную
| Матчи Ронни Бомгарда за юношескую сборную Нидерландов | Матчи Ронни Бомгарда за юношескую сборную Нидерландов | Матчи Ронни Бомгарда за юношескую сборную Нидерландов | Матчи Ронни Бомгарда за юношескую сборную Нидерландов | Матчи Ронни Бомгарда за юношескую сборную Нидерландов | Матчи Ронни Бомгарда за юношескую сборную Нидерландов | Матчи Ронни Бомгарда за юношескую сборную Нидерландов |
| ----------------------------------------------------- | ----------------------------------------------------- | ----------------------------------------------------- | ----------------------------------------------------- | ----------------------------------------------------- | ----------------------------------------------------- | ----------------------------------------------------- |
| №                                                     | Дата                                                  | Место проведения                                      | Соперник                                              | Счёт                                                  | Голы                                                  | Соревнование                                          |
| 1                                                     | 6 марта 1963                                          | Дордрехт                                              | Уэльс                                                 | 11:2                                                  | 2                                                     | Юниорский турнир УЕФА 1963                            |
| 2                                                     | 3 апреля 1963                                         | Тюрнхаут                                              | Бельгия                                               | 2:1                                                   | 2                                                     | Товарищеский матч                                     |
| 3                                                     | 13 апреля 1963                                        | Лондон                                                | Англия                                                | 5:0                                                   | 5                                                     | Юниорский турнир УЕФА 1963                            |
| 4                                                     | 15 апреля 1963                                        | Истборн                                               | СССР                                                  | 1:3                                                   | 1                                                     | Юниорский турнир УЕФА 1963                            |
| 5                                                     | 17 апреля 1963                                        | Гилфорд                                               | Румынии                                               | 2:0                                                   | 2                                                     | Юниорский турнир УЕФА 1963                            |
| 6                                                     | 4 июня 1963                                           | Роттердам                                             | Израиль                                               | 2:0                                                   | -                                                     | Товарищеский матч                                     |

Итого: 6 матчей / 12 голов; 3 победы, 3 поражения

## Статистика по сезонам
| Клуб | Сезон   | Чемпионат Нидерландов | Чемпионат Нидерландов | Кубок Нидерландов | Кубок Нидерландов | Итого | Итого |
| Клуб | Сезон   | Игры                  | Голы                  | Игры              | Голы              | Игры  | Голы  |
| ---- | ------- | --------------------- | --------------------- | ----------------- | ----------------- | ----- | ----- |
| Аякс | 1963/64 | 1                     | –1                    | 0                 | 0                 | 1     | –1    |
| Аякс | 1964/65 | 10                    | –18                   | 1                 | –2                | 11    | –20   |
| Аякс | 1965/66 | 0                     | 0                     | 1                 | 0                 | 1     | 0     |
| Аякс | Итого   | 11                    | –19                   | 2                 | –2                | 13    | –21   |